# Region Ost (Senior League Baseball World Series)
Die Region Ost ist eine der fünf Regionen der Vereinigten Staaten, welche Teilnehmer an die Senior League Baseball World Series entsendeten. Die Region Ost nimmt seit 1961 an diesem Turnier teil.
Bis 2000 war die Region in vier Divisionen aufgeteilt. Die Sieger jeder Division spielten um den Startplatz an den Senior League World Series. Seit 2001 spielen alle zugeordneten Staaten an einem gemeinsamen Turnier um den Startplatz.

## Teilnehmende Staaten
Folgende Staaten sind in dieser Region organisiert:
- Connecticut
- Delaware
- Maine
- Maryland
- Massachusetts
- New Hampshire
- New Jersey
- New York
- Pennsylvania
- Rhode Island
- Vermont

Der Gastgeber stellt zusätzlich eine Mannschaft.

## Regionale Meisterschaften seit 2001
Die jeweiligen Gewinner sind grün markiert.
| Jahr | Gastgeber                            | Connecticut                              | Delaware                               | Maine                              | Maryland                                   | Massachusetts                   | New Hampshire      | New Jersey                                | New York                                                | Pennsylvania                             | Rhode Island                       | Vermont                  |
| ---- | ------------------------------------ | ---------------------------------------- | -------------------------------------- | ---------------------------------- | ------------------------------------------ | ------------------------------- | ------------------ | ----------------------------------------- | ------------------------------------------------------- | ---------------------------------------- | ---------------------------------- | ------------------------ |
| 2001 | West Deptford LL West Deptford       | Tolland LL Tolland                       | Georgetown LL Georgetown               | Bangor LL Bangor                   | Hughesville LL Hughesville                 | Swampscott LL Swampscott        | Salem LL Salem     | South Vineland LL South Vineland          | Long Beach LL Long Beach                                | Meadville LL Meadville                   | Elmwood-Providence LL Providence   | Burlington LL Burlington |
| 2002 | West Deptford LL West Deptford       | Max Sinoway LL North Haven               | Newark National LL Newark              | South Portland LL Portland         | Elkton LL Elkton                           | Swampscott LL Swampscott        | Derry LL Derry     | South Vineland LL South Vineland          | Floral Park LL Floral Park                              | West Side LL West Chester                | Elmwood-Providence LL Providence   | Kein Teilnehmer          |
| 2003 | West Deptford LL West Deptford       | Max Sinoway LL North Haven               | Milford LL Milford                     | Auburn LL Auburn                   | Cambridge LL Cambridge                     | Hanson LL Hanson                | Derry LL Derry     | South Vineland LL South Vineland          | Massapequa LL Massapequa                                | Oil City LL Oil City                     | Barrington LL Barrington           | Kein Teilnehmer          |
| 2004 | West Deptford LL West Deptford       | South Windsor LL South Windsor           | Dover LL Dover                         | Auburn Suburban LL Auburn          | North East LL North East                   | Billerica LL Billerica          | Derry LL Derry     | Freehold Township LL Freehold Township    | Haverstraw LL Haverstraw                                | Meadville Area LL Meadville              | Edgewood-South Elmwood LL Cranston | Kein Teilnehmer          |
| 2005 | West Deptford LL West Deptford       | Max Sinoway LL North Haven               | Camden-Wyoming LL Camden               | Auburn Suburban LL Auburn          | Elkton Community LL Elkton                 | Gloucester LL Gloucester        | Kein Teilnehmer    | Freehold Township LL Freehold Township    | Hyde Park LL Hyde Park                                  | Loyalsock/Montoursville LL Montoursville | Elmwood LL Providence              | Kein Teilnehmer          |
| 2006 | West Deptford LL West Deptford       | North End LL Bridgeport                  | Camden-Wyoming LL Camden               | Coastal LL Hancock County          | South Caroline LL Preston                  | Auburn LL Auburn                | Kein Teilnehmer    | Bloomfield LL Bloomfield                  | West Nyack LL West Nyack                                | Montoursville LL Montoursville           | Johnston LL Johnston               | Kein Teilnehmer          |
| 2007 | Oak Valley LL Oak Valley             | Max Sinoway LL North Haven               | MOT LL Middletown                      | New Gloucester LL New Gloucester   | Elkton Community LL Elkton                 | Auburn LL Auburn                | Suncook LL Suncook | Freehold Township LL Freehold Township    | Fishkill LL Fishkill                                    | DuBois LL DuBois                         | Johnston American LL Johnston      | Kein Teilnehmer          |
| 2008 | Glassboro LL Glassboro               | Brooklyn LL Brooklyn                     | Naamans LL Wilmington                  | Down East Family YMCA LL Ellsworth | West Salisbury LL Salisbury                | Gloucester LL Gloucester        | Suncook LL Suncook | North Cumberland LL Upper Deerfield       | Town of Wappinger LL Wappingers Falls                   | DuBois LL DuBois                         | Barrington LL Barrington           | Kein Teilnehmer          |
| 2009 | West Deptford LL West Deptford       | Brooklyn/Killingly LL Brooklyn/Danielson | Naamans LL Wilmington                  | Calais LL Calais                   | Caroline North/Denton LL Greensboro/Denton | Weston LL Weston                | Kein Teilnehmer    | Vineland South LL Vineland                | Suffern LL Suffern                                      | St. Mary’s LL St. Marys                  | Barrington LL Barrington           | Kein Teilnehmer          |
| 2010 | Woodbury Heights LL Woodbury Heights | North End LL Bridgeport                  | Naamans LL Wilmington                  | Calais LL Calais                   | Elkton Community LL Elkton                 | Oxford LL Oxford                | Kein Teilnehmer    | Vineland South LL Vineland                | Allegany/Cattaraugus LL Allegany                        | Marvine Dutch Gap LL Scranton            | Johnston LL Johnston               | Kein Teilnehmer          |
| 2011 | West Deptford LL West Deptford       | Edgewood LL Bristol                      | Felton/Harrington LL Felton/Harrington | Waldo County LL Winterport         | Easton/Home Run Baker LL Talbot County     | Quincy Youth Baseball LL Quincy | Kein Teilnehmer    | Freehold Township LL Freehold Township    | Stony Point LL Stony Point                              | Wyoming LL Wyoming                       | Edgewood-South Elmwood LL Cranston | Kein Teilnehmer          |
| 2012 | West Deptford LL West Deptford       | Orange LL Orange                         | Naamans LL Wilmington                  | Scarborough LL Scarborough         | Easton/Home Run Baker LL Talbot County     | Auburn LL Auburn                | Kein Teilnehmer    | Vineland South LL Vineland                | Stony Point LL Stony Point                              | Upper Moreland LL Willow Grove           | Johnston LL Johnston               | Kein Teilnehmer          |
| 2013 | Glassboro LL Glassboro               | Edgewood LL Bristol                      | Naamans LL Wilmington                  | Acadian LL Mount Desert Island     | Caroline North LL Greensboro               | Quincy Youth Baseball LL Quincy | Kein Teilnehmer    | Buena Baseball/Softball Assoc LL Minotola | Wellsville/Bolivar-Richburg/Fillmore LL Allegany County | Kennett Square KAU LL Kennett Square     | Johnston LL Johnston               | Kein Teilnehmer          |
| 2014 | West Deptford LL West Deptford       | Edgewood LL Bristol                      | Cape Henlopen LL Rehoboth Beach        | Coastal LL Hancock County          | West Salisbury LL Salisbury                | Oxford LL Oxford                | Kein Teilnehmer    | Franklin Township LL Franklinville        | Olean LL Olean                                          | Great Valley LL West Chester/Malvern     | Johnston LL Johnston               | Kein Teilnehmer          |
| 2015 |                                      |                                          |                                        |                                    |                                            |                                 |                    |                                           |                                                         |                                          |                                    |                          |

## Resultate an den Senior League World Series

### Nach Jahr
| Jahr | Mannschaft               | Stadt             | Klassierung        | W-L |
| ---- | ------------------------ | ----------------- | ------------------ | --- |
| 1961 |                          | Natrona Heights   | Weltmeister        |     |
| 1962 |                          | West Hempstead    | Weltmeister        |     |
| 1963 |                          |                   |                    |     |
| 1964 |                          | Massapequa        | Weltmeister        |     |
| 1965 |                          |                   |                    |     |
| 1966 |                          | East Rochester    | Weltmeister        |     |
| 1967 |                          | Westbury          | Weltmeister        |     |
| 1968 |                          | New Hyde Park     | Weltmeister        |     |
| 1969 |                          |                   |                    |     |
| 1970 |                          |                   |                    |     |
| 1971 |                          |                   |                    |     |
| 1972 |                          |                   |                    |     |
| 1973 |                          |                   |                    |     |
| 1974 |                          |                   |                    |     |
| 1975 |                          |                   |                    |     |
| 1976 |                          |                   |                    |     |
| 1977 |                          |                   |                    |     |
| 1978 |                          |                   |                    |     |
| 1979 |                          |                   |                    |     |
| 1980 |                          |                   |                    |     |
| 1981 |                          | Georgetown        | Weltmeister        |     |
| 1982 |                          |                   |                    |     |
| 1983 |                          |                   |                    |     |
| 1984 |                          |                   |                    |     |
| 1985 |                          |                   |                    |     |
| 1986 |                          |                   |                    |     |
| 1987 |                          |                   |                    |     |
| 1988 |                          |                   |                    |     |
| 1989 |                          |                   |                    |     |
| 1990 |                          |                   |                    |     |
| 1991 |                          |                   |                    |     |
| 1992 |                          |                   |                    |     |
| 1993 |                          |                   |                    |     |
| 1994 |                          |                   |                    |     |
| 1995 |                          |                   |                    |     |
| 1996 |                          |                   |                    |     |
| 1997 |                          |                   |                    |     |
| 1998 |                          |                   |                    |     |
| 1999 |                          |                   |                    |     |
| 2000 |                          |                   |                    |     |
| 2001 | South Vineland LL        | South Vineland    | 5. Platz (geteilt) | 2–3 |
| 2002 | South Vineland LL        | South Vineland    | 4. Platz, Gruppe B | 2–2 |
| 2003 | South Vineland LL        | South Vineland    | 3. Platz, Gruppe B | 2–2 |
| 2004 | Freehold Township LL     | Freehold Township | Weltmeister        | 5–1 |
| 2005 | Freehold Township LL     | Freehold Township | 3. Platz (geteilt) | 3–2 |
| 2006 | Bloomfield LL            | Bloomfield        | 3. Platz (geteilt) | 3–2 |
| 2007 | Freehold Township LL     | Freehold Township | 3. Platz, Gruppe B | 2–2 |
| 2008 | North Cumberland LL      | Upper Deerfield   | Weltmeister        | 6–2 |
| 2009 | Vineland South LL        | Vineland          | 3. Platz, Gruppe B | 2–2 |
| 2010 | Vineland South LL        | Vineland          | 3. Platz (geteilt) | 5–1 |
| 2011 | Easton/Home Run Baker LL | Talbot County     | 3. Platz, Gruppe A | 2–2 |
| 2012 | Auburn LL                | Auburn            | 3. Platz, Gruppe A | 2–2 |
| 2013 | Kennett Square KAU LL    | Kennett Square    | 2. Platz           | 4–2 |
| 2014 | Edgewood LL              | Bristol           | 4. Platz, Gruppe B | 1–3 |
| 2015 |                          |                   |                    |     |

 Stand nach den Senior League World Series 2014